# Iona Brown
Iona Brown, OBE, (Salisbury, comtat de Wiltshire, Anglaterra, 7 de gener, 1941 - Idem. 5 de juny, 2004), va ser una violinista i directora britànica.

## Joventut i educació
Elizabeth Iona es va educar a la "Cranborne Chase School", Dorset. Els seus pares, Antony i Fiona, eren tots dos músics. El seu germà Timothy ha estat trompa principal de l'Orquestra Simfònica de la BBC, el seu altre germà Ian és pianista i la seva germana Sally toca la viola a l'Orquestra Simfònica de Bournemouth.

## Carrera
De 1963 a 1966, Brown va tocar el violí a la Philharmonia Orchestra. El 1964, es va incorporar a l'Acadèmia de St Martin in the Fields, avançant en les files per convertir-se en líder, violinista solista i directora el 1974. Va deixar formalment l'Acadèmia el 1980, però va continuar treballant amb ells durant la resta de la seva vida.
El 1981, va ser nomenada directora artística de l'Orquestra de Cambra de Noruega. El rei Olav V li va concedir més tard el guardó de Cavaller de l'Ordre del Mèrit de Primera Classe pel seu èxit amb el NCO. Va dirigir la Los Angeles Chamber Orchestra de 1987 a 1992. Va ser destituïda com a directora a causa de la incapacitat de comprometre's amb l'orquestra més de sis setmanes per temporada a causa dels seus altres càrrecs, una decisió que va protestar. Brown finalment va tornar com a director principal de l'orquestra entre 1995 i 1997 després d'un canvi en el lideratge de l'orquestra. De 1985 a 1989, va ser directora convidada de la "City of Birmingham Symphony Orchestra". A mesura que la seva salut va disminuir i la seva artritis va avançar, va canviar el seu enfocament del violí a la direcció i va acabar la seva carrera de violí el 1998. En els seus últims anys, va ser directora en cap de l'Orquestra Simfònica de Jutlàndia del Sud de Dinamarca.
De 1968 a 2004, la residència principal de Brown va ser al poble de Wiltshire de Bowerchalke. Quan va participar al programa "Kaleidoscope" de la BBC Radio 4, explicant el difícil que era tocar la seva peça emblemàtica The Lark Ascending de Ralph Vaughan Williams, va dir que el cant de les alosas que va escoltar durant les llargues caminades pel proper "Marleycombe Down" va influir en la seva manera d'interpretar.

## Honors
Va ser nomenada Oficial de l'Orde de l'Imperi Britànic el 1986, i el juny de 2003 va ser nomenada Doctora honoris causa de la Universitat Oberta.

## La mort
Iona va morir de càncer l'any 2004 als 63 anys a Salisbury. Es va casar dues vegades i li va sobreviure el seu segon marit, Bjorn Arnils.

## Discografia parcial
Com a violinista solista

- *Fantasia sobre un tema de Thomas Tallis; L'Alosa ascendent; Cinc variants de Dives i Lazarus, Ralph Vaughan Williams. Acadèmia de St. Martin-in-the-Fields; Neville Marriner, director. (Enregistrament de 1972. Publicat a Decca; reeditat en CD com Argo 414 595-2 i Philips 426 005-2).
- Concert per a violí núm.2, Béla Bartók. Orquestra Filharmònica; Simon Rattle, director. (Enregistrament de 1980. Publicat a Argo ZRG 936, 1982).
- Sonatas per a violí i continu Op 1, Georg Friedrich Händel. Denis Vigay, violoncel; Nicholas Kraemer, clavecí. (Enregistrament de 1982. Publicat a Philips 412 603, 1982).

Com a director i violinista

- La Cetra, Op. 9, Antonio Vivaldi. Acadèmia de St. Martin-in-the-Fields. (Enregistrament de 1978. Conjunt de 3 LP, Argo D99D3)
- Les quatre estacions, Antonio Vivaldi. Acadèmia de St. Martin-in-the-Fields. (enregistrament de 1979. Philips 9500 7 17)
- 12 Concerts Grossi Op. 6, George Frideric Händel. Acadèmia de St. Martin-in-the-Fields. (Enregistrament digital de 1983. Joc de 3 LP, Philips 6769 083)
- 5 Concerts per a violí, Georg Philipp Telemann, Academy of St. Martin-in-the-Fields. (enregistrament digital de 1983. CD: Philips 411 125-2)

Com a director

- Concerto per violoncel en Do Major (H. VIIb1); Concert per a violoncel en re major, Op.101 (H. VIIb2), Joseph Haydn. Acadèmia de St. Martin-in-the-Fields; Mstislav Rostropovich, violoncel. (enregistrament de 1976. EMI 66 150 4)
- Concert d'orgue / Concert Champêtre, Francis Poulenc. Acadèmia de St. Martin-in-the-Fields; George Malcolm, orgue/clavicèmbal. (enregistrament de 1979. Decca 448 270-2DF2)